# Miody rusinowskie
Miody rusinowskie – regionalny produkt pszczelarski, charakterystyczny dla powiatu sławieńskiego. 27 września 2017 wpisany na polską listę produktów tradycyjnych (zgłaszającym był Paweł Olzak).

## Historia
Rozwój pszczelarstwa na ziemi koszalińskiej nastąpił w latach 50. XX wieku. Na wsiach, także w Rusinowie, powstawały wówczas oddziały Wojewódzkiego Związku Pszczelarzy z Koszalina. Wytworzone miody sprzedawano pierwotnie do Spółdzielni Ogrodniczo-Pszczelarskich oraz Gminnych Spółdzielni "Samopomoc Chłopska". Od lat 60. XX wieku głównym odbiorcą stała się Gminna Spółdzielnia w Postominie, która w rozliczeniach przekazywała pszczelarzom m.in. beczki i sprzęt. W tamtych czasach wytwarzano miody wielokwiatowe, lipowe, rzepakowe i spadziowe. Szczyt rozwoju pszczelarstwa w Rusinowie i powiecie nastąpiła w latach 70. i początku lat 80. XX wieku. Dominowały wówczas pasieki stacjonarne typu wielkopolskiego. Z uwagi na nadmorskie położenie były one zaopatrzone w dodatkową ochronę przeciwwiatrową i ocieplenie wykonane z mat ze słomy żytniej. Obecnie oprócz pasiek stacjonarnych używa się także pasiek wędrownych. Poszerzono też asortyment przygotowywanych miodów. Pod nazwą ''miody rusinowskie'' wytwarzanych jest kilka odmian, w tym wielokwiatowy, faceliowy, lipowy, rzepakowy, gryczany, mniszkowy i spadziowy (z drzew liściastych). Produkt ma konsystencję płynną (patoka) lub skrystalizowana (krupiec). Dystrybuowany jest w słoikach o pojemności od 0,26 kg do 1,3 kg.